# کلیبر آنتونیو دی اولیویرا
کلیبر آنتونیو دی اولیویرا (به پرتغالی: Cléber António de Oliveira) مدافع اهل برزیل است که در شهر ساو کارلوس و در تاریخ ۹ ژوئیهٔ ۱۹۸۳ به دنیا آمده‌است.
کلیبر آنتونیو دی اولیویرا در تیم‌های فوتبال Sãocarlense سابقهٔ حضور دارد.